# Twierdzenie Fermata o zerowaniu się pochodnej
Twierdzenie Fermata o zerowaniu się pochodnej – twierdzenie klasycznej analizy matematycznej mówiące o zerowaniu się pochodnej funkcji różniczkowalnej osiągającej maksimum lub minimum w punkcie wewnętrznym przedziału.

## Definicja
Ustalmy {\displaystyle f\colon (a,b)\to \mathbb {R} .}
Jeśli funkcja jest różniczkowalna w punkcie {\displaystyle x_{0}\in (a,b)} oraz {\displaystyle f(x_{0})=\max\{f(x)\colon x\in (a,b)\}} lub {\displaystyle f(x_{0})=\min\{f(x)\colon x\in (a,b)\},} to:
{\displaystyle f'(x_{0})=0.}

## Dowód
Aby udowodnić to twierdzenie należy rozpatrzeć wartość granicy prawostronnej i lewostronnej ilorazu różnicowego. Funkcja z założenia jest różniczkowalna w punkcie {\displaystyle x_{0},} więc granice jednostronne są sobie równe.
Dowód w przypadku, gdy {\displaystyle f(x_{0})} = max {\displaystyle f(x).}
Ponieważ
{\displaystyle f(x_{0})\geqslant f(x),}
więc
{\displaystyle {\frac {f(x)-f(x_{0})}{x-x_{0}}}\leqslant 0}
i korzystając z twierdzenia o zachowaniu słabej nierówności dla funkcji
{\displaystyle f'_{+}(x_{0})=\lim _{x\to x_{0}^{+}}~{\frac {f(x)-f(x_{0})}{x-x_{0}}}} {\displaystyle \leqslant 0.}
Podobnie wykazujemy
{\displaystyle f'_{-}(x_{0})=\lim _{x\to x_{0}^{-}}~{\frac {f(x)-f(x_{0})}{x-x_{0}}}} {\displaystyle \geqslant 0.}
Pochodne jednostronne są sobie równe. Ponieważ {\displaystyle f'_{+}(x_{0})\leqslant 0\wedge f'_{-}(x_{0})\geqslant 0,} więc
{\displaystyle f'(x_{0})=f'_{+}(x_{0})=f'_{-}(x_{0})=0.}
Przypadku, gdy {\displaystyle f(x_{0})} = min {\displaystyle f(x),} dowodzi się analogicznie.

## Zastosowanie
Twierdzenie o zerowaniu się pochodnej jest używane między innymi przy dowodzie twierdzenia Rolle’a.